# Wiener Jenő
Wiener Jenő (Budapest, 1899. március 3. – 1982. október 18.) válogatott labdarúgó, csatár, bőrdíszműves. A sportsajtóban Wiener II néven volt ismert.

## Pályafutása

### Klubcsapatban
1920–1921 között volt a Ferencváros játékosa, ahol egy bajnoki ezüst- és három bronzérmet szerzett a csapattal. A Fradiban 79 mérkőzésen szerepelt (41 bajnoki, 34 nemzetközi, 4 hazai díjmérkőzés) és 12 gólt szerzett (3 bajnoki, 9 egyéb).

### A válogatottban
1921-ben egy alkalommal szerepelt a válogatottban.

## Családja
Wiener Gerson (1871–?) szappanos-segéd és Szabó Mária (1867–?) fia. Apai nagyszülei Wiener Samu és Grossmann Júlia, anyai nagyszülei Szabó István és Tombor Rozália voltak. 1923. október 28-án, Budapesten, a Ferencvárosban házasságot kötött a nála hat évvel fiatalabb Bolisega Mariannával.

## Sikerei, díjai
- Magyar bajnokság
  - 2.: 1921–22
  - 3.: 1919–20, 1920–21, 1922–23

## Statisztika

### Mérkőzése a válogatottban
| Magyarország | Magyarország       | Magyarország                    | Magyarország | Magyarország | Magyarország  | Magyarország | Magyarország | Magyarország |
| #            | Dátum              | Helyszín                        | Hazai        | Eredmény     | Vendég        | Kiírás       | Gólok        | Esemény      |
| ------------ | ------------------ | ------------------------------- | ------------ | ------------ | ------------- | ------------ | ------------ | ------------ |
| 1.           | 1921. december 18. | Budapest, Hungária körúti pálya | Magyarország | 1 – 0        | Lengyelország | barátságos   | -            |              |
|              | Összesen           |                                 |              | 1            | mérkőzés      |              | 0            | gól          |